# الرسوميات الشبكية جيه بي إي جي
الرسومات الشبكية جيه بي إي جي ( بالإنكليزية JNG) وهو صيغة ملف رسومات مستند إلى صيغة جيه بيه إيه جي والذي يرتبط إرتباطاً وثيقاً مع تنسيق الصور PNG، إذ يستخدم بنية ملف PNG ولكن بتوقيع مختلف لإخفاء بيانات الصور المشفرة بصيغة JPEG.

## نبذة
أنشأت صيغة JNG كعامل مساعد لصيغة الرسوم المتحركة MNG ، ولكن من الممكن استخدامه كصيغة مستقلة، و تقوم ملفات JNG بتضمين تدفق بيانات JPEG 8 بت أو 12 بت لتخزين بيانات الألوان ، وقد تتضمن تدفقات بيانات أخرى مثل (1 أو 2 أو 4 أو 8 أو 16 بت بصيغة PNG أو 8 بت بصيغة JPEG ذات التدرج الرمادي) للحصول على معلومات الشفافية، ومع ذلك قد تحوي صيغة JNG نمطين منفصلين من تدفق بيانات JPEG للحصول على معلومات اللون (الأول 8 بت والآخر 12 بت) للسماح لأجهزة فك التشفير غير القادرة على أو لا ترغب في التعامل مع تدفق البيانات ١٢-بت لعرض تدفق بيانات 8-بت بدلاً من ذلك إذا كان أحدهم موجودًا.
تم إصدار الإصدار 1.0 من مواصفات JNG في 31 يناير 2001 أساسا وفي البداية كجزء من مواصفات MNG، وعادة يمكن لجميع التطبيقات التي تدعم صيغة ملف MNG التعامل مع ملفات JNG أيضًا، ومن الأمثلة على ذلك يدعم متصفح الويب كوكنيور MNG / JNG دعماً أصلي، في حين أنه تتوفر أدوات إضافية لدعم صيغ MNG / JNG لـ أوبرا وإنترنت إكسبلورر وموزيلا فايرفوكس، وكانت مجموعة تطبيقات موزيلا (وبالتالي نتسكيب ) تدعم في الأصل MNG / JNG، ولكن تمت إزالة الداعم المحلي لها في إصدار موزيلا 1.5a من قبل المطورين، ولم تدعم موزيلا هذا التنسيق منذ ذلك الحين، على الرغم من الطلبات الملحة من المستخدمين، ولا يدعم متصفح سفاري MNG/JNG .
ترفع صيغة JNG إمكانيات صيغة JFIF (صيغة ملف JPEG المعتاد) من خلال دعم الشفافية و تدفق لونين متتاليين (أحدهما 8 بت والآخر 12 بت) ومزايا أخرى مفيدة لصيغة PNG مثل تصحيح الألوان، وتصحيح جاما، و تضمين ملفات التعريف للألوان ، والبيانات الوصفية بنمط PNG ، والتحقق الجمعي وإلى آخره، ويمكن حفظ معلومات الشفافية داخل ملف JNG ( كقناة ألفا ) إما بصيغة PNG بدون فقدان أي جزء من البيانات أو بصيغة JPEG مع فقدان جزئي للبيانات، و بهذه الطريقة يمكن للمستخدمين الاستفادة من قوة ضغط صيغة JPEG مع الحفاظ على معلومات الشفافية المضغوطة بصيغة PNG بدون فقد أي جزء منها .
بنية القطعة التي تقوم عليها ملفات JNG هي في الأساس نفسها في ملفات PNG ، مع إختلاف بسيط في التوقيع واستخدام قطع مختلفة فحسب.
| الإسم | التوقيع                 | التوقيع         |
| الإسم | نظام العد الست عشري     | ASCII + C0 ، C1 |
| ----- | ----------------------- | --------------- |
| PNG   | 89 50 4E 47 0D 0A 1A 0A | ␉ PNG ␍ ␊ ␚ ␊   |
| MNG   | 8A 4D 4E 47 0D 0A 1A 0A | ␊MNG␍␊␚␊        |
| JNG   | 8B 4A 4E 47 0D 0A 1A 0A | ␋ JNG␍␊␚␊       |

لا تحتوي صيغة JNG على نوع وسائط إنترنت مسجل ، ولكن يمكن استخدام image/x-jng 

## البدائل
نظرا لقلة الإعتماد على صيغ JNG و MNG كان إهمالها من صالح الصيغ الأخرى التي كانت قيد التطوير بخصائص متشابهه، ومن أمثلة ذلك:
- JPEG XR : يتميز بدعم مساحة لونية واسعة وصيغة فقد البيانات مع الشفافية (ينافس JNG ، موحد)
- WebP : يدعم صيغة فقد البيانات مع الشفافية والرسوم المتحركة (ينافس JNG / MNG ، لم يوحد)

## روابط خارجية
- مواصفات JNG 1.0
- مواصفات JNG الأصلية التي هي جزء من مواصفات MNG
- برنامج الفوتيشوف الإضافي (لـ Photoshop7.0 أو أحدث)
- بيانات Amiga (لنظام AmigaOS 4.0 أو أحدث)